# Гончаров, Владимир Игнатьевич
Владимир Игнатьевич Гончаров (1919—2002) — советский конструктор, лауреат Ленинской премии.

## Биография
Родился в местечке Середина-Буда в семье рабочего.
В 1944 году окончил Московский станкоинструментальный институт им. Сталина.
С 1950 года — ведущий конструктор сверлильного конструкторского бюро Министерства станкоинструментальной промышленности СССР.
В 1957 году удостоен Ленинской премии за участие в создании комплексного автоматического цеха по производству массовых подшипников на ГГПЗ имени Л. М. Кагановича.